# (6543) Senna
(6543) Senna – planetoida z pasa głównego asteroid okrążająca Słońce w ciągu 3 lat i 159 dni w średniej odległości 2,28 j.a. Została odkryta 11 października 1985 roku przez Carolyn Shoemaker. Przed nadaniem nazwy planetoida nosiła oznaczenie tymczasowe (6543) 1985 TP3.